# Выборы в Национальное Собрание Нагорно-Карабахской Республики (2000)
Парламентские выборы прошли в непризнанной Нагорно-Карабахской Республике 18 июня 2000 года. В общей сложности было избрано 33 члена Национального собрания Республики Арцах. Явка избирателей составила 59,7 %.

## Кампания
В общей сложности 115 кандидатов приняли участие в выборах, из которых 88 были независимыми и 25 — членами политических партий.

## Результаты
Победу на выборах с неявным преимуществом одержала правящая Демократическая партия Арцаха.
| Участник                            | Голосов | %   | Мест |
| ----------------------------------- | ------- | --- | ---- |
| Демократическая партия Арцаха       | 20      |     |      |
| Армянская Революционная Федерация   | 9       |     |      |
| Партия арменакан Арцаха             | 1       |     |      |
| СоциалДемократическая партияАрцаха  | 1       |     |      |
| Независимые                         | 2       |     |      |
| Всего избирателей                   | 51,267  | 100 | 33   |
| Зарегистрированных избирателей/явка | 59.7    | –   |      |
| Источник: ЦИК                       |         |     |      |